# فمینینومنون
«فمینینومنون» (به انگلیسی: Femininomenon) ترانه‌ای از خواننده-ترانه‌پرداز آمریکایی چپل رون می‌باشد که در ۱۲ اوت سال ۲۰۲۲ به‌عنوان پنجمین تک‌آهنگ از نخستین آلبوم استودیویی وی تحت عنوان از عرش تا فرش یک پرنسس غرب میانه (۲۰۲۳) منتشر گردید.